# El Charán II
El Charán II es una localidad peruana ubicada en el distrito de La Cruz, perteneciente a la provincia y el departamento de Tumbes, al norte del Perú. 

## Ubicación
El Charán II se ubica al noroeste de la provincia de Tumbes, en el distrito de La Cruz, en el departamento de Tumbes.

## Demografía
En 2017 El Charán II tenía una población de 4 habitantes.
| Gráfica de evolución demográfica de El Charán II entre 1993 y 2017 |
|                                                                    |
| Fuentes: Población 1993 (junto con El Charán I) y 2017             |